# Franciszek Macharski

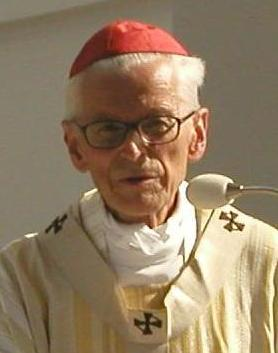
Ảnh Franciszek Macharski.

Franciszek Macharski (phát âm tiếng Ba Lan: [fraɲˈt͡ɕiʂɛk maˈxarskʲi];  20 tháng 5 năm 1927 - 2 tháng 8 năm 2016)  ) là giám mục của Giáo hội Công giáo người Ba Lan. Ông được Giáo hoàng Gioan Phaolô II bổ nhiệm làm Tổng Giám mục Kraków từ năm 1978 và Franciszek Macharski được nâng lên hàng hồng y vào năm 1979.

## Cuộc đời
Franciszek Macharski sinh ngày 20 tháng 5 năm 1927 tại Kraków, Ba Lan. Ông là con út trong gia đình có bốn người con. Trong Chiến tranh thế giới thứ hai, ông làm việc lao động chân tay và sau đó vào học chủng viện ở Kraków học thần học. Ông được Hồng y Adam Stefan Sapieha truyền chức linh mục vào tháng 4 năm 1950. Cho đến năm 1956, ông là cha sở tại giáo xứ gần Bielsko-Biała và sau đó được chuyển đến Fribourg, Thụy Sĩ, để tiếp tục nghiên cứu thần học. Ông nhận bằng tiến sĩ năm 1960.
Franciszek Macharski được Giáo hoàng Gioan Phaolô II bổ nhiệm làm Tổng giám mục Kraków vào tháng 12 năm 1978, nơi này Giáo hoàng Gioan Phaolô II đã từng là Tổng giám mục cho đến khi được bầu làm Giáo hoàng vào tháng 10 năm 1978.  Macharski được chính Giáo hoàng Gioan Phaolô II tấn phong Giám mục tại Vatican vào ngày 6 tháng 1 năm 1979 và quản lý Tổng giáo phận Kraków vào ngày 28 tháng 1 năm 1979.
Franciszek Macharski được vinh thăng thành Hồng y đẳng Linh mục với San Giovanni a Porta Latina làm nhà thờ chính thức vào tháng 6 năm 1979, nhà thờ của Giáo hoàng Gioan Phaolô II. Ông là một thành viên của các đại cử tri của mật nghị giáo hoàng năm 2005. Ông mất quyền bỏ phiếu trong nghị viện khi bước sang tuổi 80 vào tháng 5 năm 2007. Macharski nghỉ hưu Tổng giám mục Kraków vào ngày 3 tháng 6 năm 2005. Người kế vị ông là Thư ký riêng của Giáo hoàng Gioan Phaolô II, Stanisław Dziwisz. 